# Patinaje extremo sobre hielo

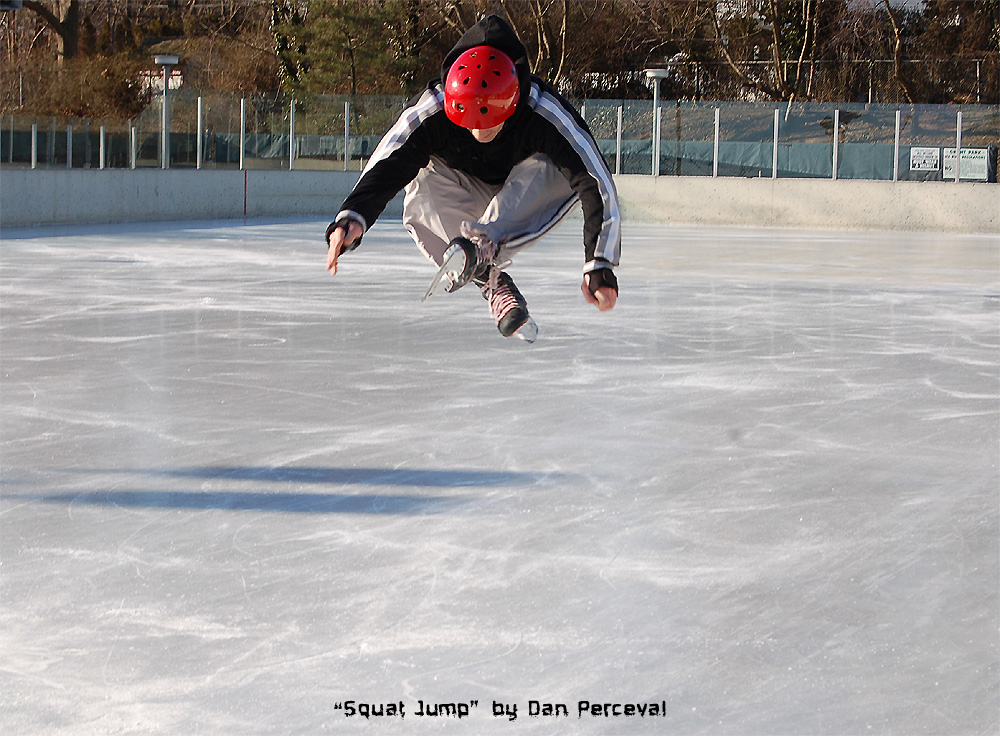
Dan Perceval realizando el "Squat Jump" en el deporte del Patinaje Sobre Hielo Extremo en 2006.

El patinaje extremo sobre hielo (del inglés Xtreme Ice Skating) es un deporte extremo sobre hielo cuyo propósito es realizar acrobacias, similares a los que se hacen en el monopatinaje, el patinaje agresivo y el ciclismo. Esta modalidad de patinaje es un deporte relativamente nuevo fundado en 2005 por Dan Perceval.
El deporte puede encontrarse en las pistas de hielo de todo el mundo durante las sesiones públicas de patinaje. Los participantes del deporte son amantes de la adrenalina (expresión conocida como "thrill seekers" en inglés), que disfrutan tomando riesgos mientras realizan trucos en el hielo. El estilo de patinaje es fuerte, rápido, salvaje y creativo. Los trucos implicados entran en las siguientes categorías: saltos, frenadas, giros, deslizamientos, trompos, brincos, shifts y pivotes, patadas y footworks.
El deporte se practica ya sea en solitario o en grupo. Los participantes intentan hacer uso de toda la pista de hielo. Los participantes del deporte usan patines de hockey, sin embargo, unos pocos (los llamados patinadores artísticos) usan patines de patinaje artístico para practicar el deporte. El deporte no implica ningún tipo de movimiento de break-dance. El deporte tiene sus propios patines como esta misma modalidad.

## Trucos

### Saltos
Hay dos tipos de saltos: saltos con rotación y saltos sin rotación.

#### Saltos con rotación
Los saltos con rotación son considerados saltos de filos o saltos de filos con rotación
, y son el resultado del patinador convirtiendo su impulso hacia adelante en un salto en vertical, y que sigue girando en el aire. Los patinadores giran fuerte y rápidamente de manera circular o en forma de gancho justo antes de saltar.
- Forwards:

El patinador finge estar saltando en una postura hacia adelante, pero rápidamente hace un giro de 90 grados en el hielo y se eleva de este, impulsándose con la parte delantera de sus pies a la vez que mantiene la parte superior de su cuerpo aún apuntando hacia adelante. En los saltos que superan más de 360 grados de rotación en el aire, es necesario un radio de giro mayor a los 90 grados justo antes del salto.
Trucos: Forward 180°, Forward 360°, Forward 540°, Forward 720°, Forward 900°, Forward 1080°, BlackBird 360°, Flying Roundhouse Kick (frontal).
- FrontSides:

El patinador entra en un giro de 180° como si estuviera realizando un "Hawk Turn" (pero con los brazos posicionados y listos para la rotación), y despegando del hielo mirando hacia atrás, en posición inclinada.
Trucos: FrontSide 180°, FrontSide 360°, FrontSide 540°, FrontSide 720°, FrontSide 900°, FrontSide 1080°, Air Jordan.
- Fakies:

También conocidos como saltos posteriores o "backsides", el patinador de repente finge su enfoque girando hacia atrás y rápidamente salta.
Trucos: Fakie 180°, Fakie 360°, Fakie 540°, Fakie 720°, Fakie 900°, Fakie 1080°, Backside Scissor Jump, Split Jump, Flying Roundhouse Kick (posterior),
- Saltos con un pie:

El patinador salta con una sola pierna y se balancea o empuja con la otra pierna para lograr un mejor giro y altura en el salto.
Trucos: Flare Jump, Apolo's Jump.
- Saltos de águila:

El patinador realiza un giro de águila (en inglés Eagle Turn) mientras salta desde la misma posición o relativamente parecida a un giro de águila.

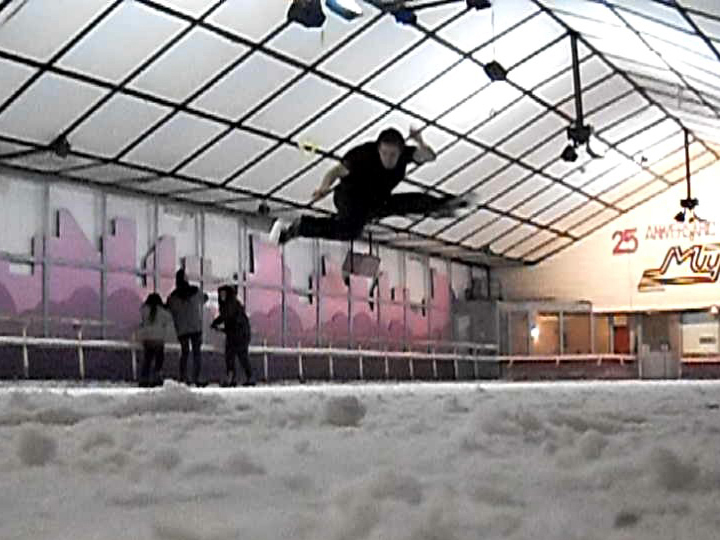
Un Xtreme Ice Skater de Argentina, realizando un "Scissor Jump".

Trucos: Air Flow.

#### Saltos sin rotación
Estos saltos están destinados a impresionar por la dinámica aérea del salto en lugar de la rotación.
Trucos: Air Walk, Wall Ride, Foot Plant, Doug's Special, Japan Air, Scissor Jump, Squat Jump, Side Jump, BlackBird, Stale Air.

### Giros
El patinador realiza un giro en un círculo sobre el hielo de manera fuerte, rápida o abrupta.
Trucos: El Eclipse, Hawk Turn, 3-Turn (interno y externo), Double-footed Backwards Turns, Reverse Apolo Turn (básico), Reverse Apolo Turn (avanzado), Apolo’s Turn, Eagle Turn, Whip Turn, Crescent Turn, 180° Crescent Turn, Drunken' Sailor Movement.

### Deslizamientos
El patinador se desliza sobre las rodillas, sobre la bota de los patines, sobre alguna parte del cuerpo, o alguna combinación de los citados anteriormente.
Trucos: Black Hawk, Black Hawk Knee Slide, Knee Slide (básico), Knee Slide (avanzado), Double Knee Slide, Boot slide, Super Man.

### Trompos
El patinador gira ya sea en el lugar, moviéndose hacia adelante o de manera circular.
Trucos: Trompo en un pie, Trompo en dos pies, Trompos en Movimiento, Drunken' Sailor.

### Frenadas
El patinador frena o se detiene en el hielo con el propósito de hacer que esto se vea atractivo en alguna forma.
Trucos: Machine Gun Stop, Dime Stop, One-Footed Stop, Tuck Stop, Heel Stop, T-Stop, Double Spray, Frontside Stop, Eagle Stop, Rainbow Stop, Eagle Toe Stop, R-Stop, X-Stop, Air tuck, Unity Stop, Acid Stop, Two Footed Toe Stop, Kick Tail, Crouching Dragon, The Chaplin, Hybrid Tuck Stop, Heel Grab Stop.

### Brincos
Un pequeño salto en un pie en donde el patinador se lanza a sí mismo en el aire usando una acción de bombeo, similar al de un salto de filos.
Trucos: T-Turn, One-Footed hops, Power Pulls hacia atrás (con los pies en el aire), Swing Dance kicks.

### Shifts y Pivotes
El patinador usa uno de sus pies para cambiar de dirección. Los shifts son realizados como un movimiento rápido y abrupto, usualmente en un pie. Y los Pivotes son realizados en secuencias de pasos.
Trucos: Shift (de adelante hacia atrás), Shift (de atrás hacia adelante), Pivote (de adelante hacia atrás), Pivote (de atrás hacia adelante).

### Patadas
El patinador realiza una patada de artes marciales sobre el hielo. Las patadas implican balancear la pierna, saltar y patear, o lanzar una patada mientras se frena. La mayoría de las patadas aéreas son combinadas con los despegues de los saltos Fakie o Forward.
Trucos: Roundhouse Kick, Flying Roundhouse Kicks, Spinning Roundhouse Kicks, Shadow Kicks, Flying Side Kick.

### Footworks
El patinador utiliza sus pies para llevar a cabo una serie de movimientos compuestos en su mayoría por los elementos fundamentales del deporte. Los Footworks por lo general siguen un patrón preestablecido: en línea recta, en forma circular, en zigzag, etc.
Trucos: Happy Feet, Fancy Dance, Circular Footwork, Tight Circular Footwork, Frontward Footwork, Cobra Footwork, Eagle Footwork, Step Footwork, Hop Footwork, Knee Slide Footwork.

## Patines

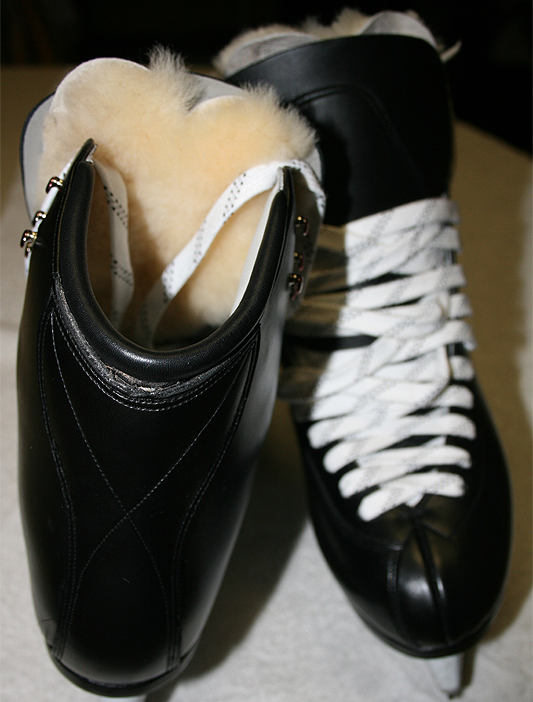
Uno de los primeras versiones prototipo del Xtreme Ice Skate (XISK8), el cual tuvo desde entonces múltiples cambios de fabricantes. El patín está diseñado para soportar los trucos y saltos extremos del deporte. El "Xtreme Ice Skate" se encuentra actualmente en desarrollo, y la fecha de finalización aún se desconoce.

Los patines de hielo principalmente utilizados para el deporte son:
- Patines de hockey: La mayoría de los participantes usan actualmente patines de hockey. La cuchilla de hockey permite hacer giros bruscos y tener una postura baja y agresiva en el hielo para hacer rápidos cambios de filos.
- Patines de patinaje artístico: Los patinadores artísticos usan patines de patinaje artístico en lugar de patines de hockey principalmente porque los patines de hockey por lo general se sienten demasiado extraños para los patinadores artísticos.
- Xtreme Ice Skate:[3] Patines que se espera que reemplacen los patines de hockey y los patines artísticos como los principales patines utilizados en el deporte.

## Cultura
Al igual que otros deportes extremos tales como el skateboarding y el patinaje agresivo, la cultura del patinaje extremo sobre hielo se compone de la siguiente manera:
- Amante de la adrenalina: los movimientos con toma de riesgos a veces se denominan "Pura Energía", y es la característica que define al deporte.
- Líder: la individualidad marcada por la habilidad, el sentido de la teatralidad, y el deseo de inspirar a otros.
- Creador: la creatividad y la autoexpresión van de la mano en la creación e interpretación de nuevos trucos.
- Intérprete: la personalidad para la teatralidad se lleva a cabo durante las exhibiciones y otros eventos.
- Individualista: el deporte es un deporte individual, no un deporte de equipos, y se focaliza en el patinador individual.
- Libertad: la participación trae aparejada sentimientos de escape y desapego de la vida cotidiana y del estrés.[4]

## Historia
18 de mayo de 2005:
	El deporte fue concebido el 18 de mayo de 2005 por un graduado de la universidad de veintitrés años de edad llamado Dan Perceval. Dan Perceval es considerado el fundador del Patinaje Extremo Sobre Hielo. El deporte comenzó cuando el fundador concibió y documentó la idea de crear un deporte extremo destinado al hielo, uno que implicaría hacer trucos y otras acrobacias salvajes similares a las del patinaje agresivo y el skateboarding. El fundador presentó un nuevo negocio para el deporte que se convertiría en la columna vertebral del deporte en sí en términos de crecimiento y desarrollo.
	3 de junio de 2005, el dominio oficial del deporte fue comprado. (XtremeIceSkating.com).
(mayo de 2005 - diciembre de 2005):
	13 de julio de 2005, una entidad de negocios de marketing deportiva fue presentada en New York (certificado de autoridad) por el fundador para la promoción y comercialización del deporte.
	27 de julio de 2005, el fundador comenzó a llevar a cabo la investigación de mercados, asistiendo a un evento local llamado Tony Hawk's Boom Boom HuckJam Tour en donde el skateboarding y otros deportes extremos se presentaron en dicho evento. Después, los recursos adicionales se obtuvieron a partir de otras fuentes. Investigación por Internet, investigación en bibliotecas, y la creación de una red de contactos personales se llevaron a cabo.
	7 de agosto de 2005 fueron creados dibujos detallados de una "rampa de hielo" y una "rampa de aterrizaje", mientras que al mismo tiempo un sitio web oficial para el deporte estaba siendo diseñado. Además, el primer producto de merchandising para el deporte estaba siendo considerado: remeras con la marca del deporte.
	16 de agosto de 2005 una patente provisional fue publicada para el el fundador. El "Xtreme Ice Skate". Esta patente provisional implicaba dibujos detallados de un patín que tenía un mecanismo de coping diseñado para la utilizarlo sobre grinds o para deslizarse en varias superficies.
	16 de agosto de 2005, una solicitud de patente provisional fue presentada para la "rampa de hielo".
	24 de agosto de 2005, los mencionados tres profesionales de negocios aconsejaron de forma pro activa al fundador en marketing, estrategia, relaciones públicas, y otras áreas de negocios para seguir desarrollando el deporte. Una semana después, se acordó mutuamente en que la manera de acercar el deporte a las masas sería promocionándolo a través de actuaciones en vivo de un equipo de patinaje sobre hielo. Dos meses después, dos habilidosos patinadores fueron entrevistados. Un equipo nunca fue resuelto debido a una falta de talento local. Después las exhibiciones fueron puestas por el fundador y sus estudiantes.
	31 de octubre de 2005 el sitio web oficial del deporte se puso en marcha.
(enero de 2006 - junio de 2006):
	10 de enero de 2006, se realiza un exhaustivo plan de marketing y un modelo de negocios evolucionado del plan de negocios original creado alrededor de agosto de 2005. Se llevó a cabo una reunión con un potencial inversor (dueño de una empresa de fabricación de persianas) ubicado en Long Island New York. Después de algunas reuniones, el fabricante decidió no invertir. Los tres profesionales de negocios como se estableció el 24 de agosto de 2005, servirían como la Junta de Asesores para el fundador durante los siguientes 4 años aproximadamente. Se llevaron a cabo un montón de reuniones para crear propuestas y soluciones específicas de mercado con respecto a la estrategia apropiada, el manejo y la propagación para el deporte. Las grabaciones en audio fueron archivadas.
	11 de enero de 2006, un patrocinador de bebidas deportivas conocido en los Estados Unidos fue contactado para un potencial patrocinio. Tales conversaciones se extendieron por correo electrónico pero nunca se llegaron a desarrollar.
	23 de abril de 2006, el diseño de un prototipo funcional llamado el "Xtreme Ice Skate" fue construido.
	junio de 2006, una patente para el Xtreme Ice Skate con la característica de un mecanismo de coping, fue archivado con el USPTO (siglas de "United States Patent & Trademark Office").
	2 de febrero de 2006, el deporte hace su primera aparición en la prensa, en el periódico Baldwin Herald. y luego el periódico Long Island Business.
	junio y julio de 2006, el fundador dio clases a doce estudiantes. Los estudiantes tenían entre 10 y 15 años de edad, y una amplia experiencia patinando sobre hielo (de 5 a 6 años).
	Julio y agosto de 2006, se construyó una rampa de hielo.
Se hicieron camisetas con la marca. Las camisetas se convirtieron con el tiempo en artículos promocionales en lugar de artículos a la venta.
	22 de agosto de 2006, el deporte hizo su primera aparición en un canal de televisión local (Channel 12 news).
	Septiembre de 2006, se llevó a cabo la primera gira y la primera exhibición del deporte en la pista de hielo "Queens Ice and Bowl" de Inglaterra. Hubo tres exhibiciones en el transcurso de cuatro días.
	22 de octubre de 2006, una "rampa de hielo" fue creada y filmada.
	Invierno de 2006, una "rampa de hielo" fue usada en una exhibición en un evento de patinaje sobre hielo. El costo de la creación de la rampa fue patrocinado por un salón de billar ubicado en el Island Park en New York. La exhibición en sí fue patrocinada por la pista.
2007:
Marzo de 2007, una segunda ronda de propuestas de patrocinio fue enviada por el fundador a varios patrocinadores potenciales.
Abril de 2007, el deporte fue mencionado en la revista IFS Magazine (International Figure Skating Magazine).
	Junio y julio de 2007, se llevaron a cabo clases de instrucción para el deporte por segunda vez.
	Septiembre de 2007, un segundo viaje tuvo lugar en Amberes, Bélgica. Durante la gira, el fundador realizó una exhibición.
Algunos de los participantes del deporte que vivían en Bélgica patinaron con el fundador durante la gira. El interés local se produjo debido a este interés.
Octubre de 2007, el deporte fue mencionado por segunda vez en la revista IFS Magazine.
	4 de diciembre de 2007, se realizó una exhibición durante el show de patinaje sobre hielo "Holiday Stars" en la pista Long Beach Ice Arena en Long Beach, New York.
2008:
Se creó la membresía del deporte con un boletín de noticias en línea y otros servicios.
2009:
En febrero de 2009, un conjunto completo de tutoriales fueron grabados en un lago congelado en Vermont (el Lago Morey). En los meses posteriores a esto, los tutoriales fueron editados y publicados en Internet.
29 de marzo de 2009, un programa de certificación fue creado para que los patinadores puedan llegar a ser certificados oficialmente para enseñar el deporte.
Julio de 2009, una Junta Directiva fue creada. La Junta Directiva se compone de participantes del deporte de todo el mundo que trabajan para resolver asuntos complicados y problemas en el deporte.
Julio de 2009, el deporte fue mencionado en la revista "ISKATE".
2010:
Enero de 2010, un fabricante de patines artísticos comenzó con el proyecto de creación de los prototipos para el Xtreme Ice Skate que no cuenta con el mecanismo de coping. Se produjeron múltiples prototipos. Se mantuvo a este fabricante hasta que detuvo la producción de estos prototipos, y se empezó a buscar uno nuevo.
2011:
7 de febrero de 2011, se idearon e implementaron lecciones del deporte a través de video conferencias (Skype).

Febrero de 2011, se produjeron equipos del deporte. Los equipos tenían sus propios nombres, remeras y se reunirían a patinar regularmente.
24 de diciembre de 2011, un proyecto fue creado para una mejor organización y ganar una amplia aceptación y tolerancia del deporte.
2012:
28 de junio de 2012, fue lanzada la tienda online oficial del deporte. El primer producto correspondiente fueron etiquetas de la marca. Se anuncia que el Xtreme Ice Skate estará en la tienda cuando este esté listo para el mercado.
2013:
29 de enero de 2013, el deporte tiene sus propios patines llamados "Xtreme Ice Skates", y se pueden comprar directamente del fabricante de patinaje artìstico norteamericano.

## Equipamiento
Durante la enseñanza es obligatorio un equipo de protección. Esto es solicitado por una cuestión de seguridad. Sin embargo, el equipo de protección es por demás recomendado.
Equipo de protección:
- Casco
- Coderas
- Muñequeras
- Protectores para caderas (con almohadillas reemplazables)
- Rodilleras (para prevenir la lesión en las rodillas de los que saltan)[33]